# Fred (ur. 1993)
Fred, właśc. Frederico Rodrigues de Paula Santos (ur. 5 marca 1993 w Belo Horizonte) – brazylijski piłkarz występujący na pozycji pomocnika w tureckim klubie Fenerbahçe SK oraz w reprezentacji Brazylii. Wicemistrz Copa América 2021. Uczestnik Copa América 2015 oraz Mistrzostw Świata 2018 i 2022.

## Kariera klubowa
26 stycznia 2012 roku zadebiutował w barwach Internacionalu.
26 czerwca 2013 ukraiński Szachtar Donieck pozyskał Freda za 15 milionów euro.
5 czerwca 2018 roku Manchester United ogłosił, że doszedł do porozumienia z Szachtarem Donieck w sprawie transferu Freda. 21 czerwca 2018 roku podpisał pięcioletni kontrakt z opcją przedłużenia o kolejny rok z Manchesterem United. W nowym klubie zadebiutował 10 sierpnia 2018 roku w wygranym 2:1 meczu przeciwko Leicester City, w 77 minucie spotkania został zmieniony przez Scotta McTominaya. Swoją pierwszą bramkę dla Manchesteru United strzelił 22 września 2018 roku w zremisowanym 1:1 meczu przeciwko Wolverhampton Wanderers.
Po pięciu latach w Anglii w sierpniu 2023 Fred na zasadzie transferu definitywnego przeniósł się do tureckiego klubu Fenerbahçe.

## Statystyki

### Klubowe
(aktualne na dzień 3 czerwca 2023)
| Klub               | Sezon              | Liga               | Liga | Liga | Puchar kraju | Puchar kraju | Puchar ligi | Puchar ligi | Kontynentalne | Kontynentalne | Inne | Inne | Suma | Suma |
| Klub               | Sezon              | Liga               | M    | B    | M            | B            | M           | B           | M             | B             | M    | B    | M    | B    |
| ------------------ | ------------------ | ------------------ | ---- | ---- | ------------ | ------------ | ----------- | ----------- | ------------- | ------------- | ---- | ---- | ---- | ---- |
| SC Internacional   | 2012               | Série A            | 28   | 6    | 0            | 0            | –           | –           | 0             | 0             | 5    | 0    | 33   | 6    |
| SC Internacional   | 2013               | Série A            | 5    | 1    | 2            | 0            | –           | –           | 0             | 0             | 15   | 1    | 22   | 2    |
| Szachtar Donieck   | 2013/14            | Premier-liha       | 23   | 2    | 3            | 0            | –           | –           | 4             | 0             | 1    | 2    | 31   | 4    |
| Szachtar Donieck   | 2014/15            | Premier-liha       | 22   | 1    | 6            | 0            | –           | –           | 7             | 0             | 0    | 0    | 35   | 1    |
| Szachtar Donieck   | 2015/16            | Premier-liha       | 12   | 2    | 0            | 0            | –           | –           | 10            | 0             | 1    | 0    | 23   | 2    |
| Szachtar Donieck   | 2016/17            | Premier-liha       | 18   | 2    | 0            | 0            | –           | –           | 10            | 1             | 1    | 1    | 29   | 4    |
| Szachtar Donieck   | 2017/18            | Premier-liha       | 26   | 3    | 3            | 0            | –           | –           | 8             | 1             | 0    | 0    | 37   | 4    |
| Manchester United  | 2018/19            | Premier League     | 17   | 1    | 1            | 0            | 1           | 0           | 6             | 0             | –    | –    | 25   | 1    |
| Manchester United  | 2019/20            | Premier League     | 29   | 0    | 6            | 0            | 4           | 0           | 9             | 2             | –    | –    | 48   | 2    |
| Manchester United  | 2020/21            | Premier League     | 30   | 1    | 3            | 0            | 3           | 0           | 12            | 0             | –    | –    | 48   | 1    |
| Manchester United  | 2021/22            | Premier League     | 28   | 4    | 2            | 0            | 0           | 0           | 6             | 0             | –    | –    | 36   | 4    |
| Manchester United  | 2022/23            | Premier League     | 35   | 2    | 6            | 2            | 6           | 1           | 9             | 1             | –    | –    | 56   | 6    |
| Fenerbahçe SK      | 2023/24            | Süper Lig          | 0    | 0    | 0            | 0            | –           | –           | 0             | 0             | 0    | 0    | 0    | 0    |
| Ogólnie w karierze | Ogólnie w karierze | Ogólnie w karierze | 273  | 25   | 32           | 2            | 14          | 1           | 81            | 5             | 23   | 4    | 423  | 37   |

## Sukcesy
Internacional
Campeonato Gaúcho: 2012, 2013
Szachtar Donieck
Premier-liha: 2013/2014, 2016/2017, 2017/2018
Puchar Ukrainy: 2015/2016, 2016/2017, 2017/2018
Superpuchar Ukrainy: 2013, 2014, 2015, 2017
Manchester United
Puchar Ligi: 2022/2023